# Comté de Caboolture
Le comté de  Caboolture  était une zone d'administration locale au sud-est du Queensland en Australie au nord de Brisbane et au sud de la Sunshine Coast.
Le 15 mars 2008 il a été incorporé dans la Région de la baie Moreton.
Le comté comprenait les villes de :
- Caboolture ;
- Morayfield ;
- Woodford ;
- et la moitié sud de l'île Bribie.